# Sozialistische Einheitspartei Deutschlands
De Sozialistische Einheitspartei Deutschlands (Nederlands: Socialistische Eenheidspartij van Duitsland, SED) was de regerende communistische partij in de voormalige Duitse Democratische Republiek. De partij nam de absolute macht, door de invloed van de Sovjet-Unie, gedurende de 40 jaar dat de DDR bestond, en duldde in de praktijk geen tegenstand of oppositie. Na Die Wende in 1989/1990 verloor de SED haar positie als overheersende staatspartij. De SED kreeg een jongere partijleiding, nam een nieuw partijprogramma aan en ging verder onder de naam SED-PDS. Vanaf 1990, naar analogie met de voortzetting van de Italiaanse Communistische Partij (PCI), voerde de partij de naam PDS (Partei des Demokratischen Sozialismus). Nadat de partij zich in 2005 presenteerde met de naam Die Linkspartei en toen in 2007 de sociaaldemocratische WASG zich aansloot, ontstond Die Linke, de meest linkse partij in de Bondsdag.

## Geschiedenis

### De KPD en SPD in de SBZ
Nadat het Rode Leger het oosten van Duitsland had veroverd, werd er drie weken na het einde van de Tweede Wereldoorlog een militair bestuur ingesteld voor de Sovjet-bezettingszone (SBZ), de Sovjet-Russische Militaire Administratie in Duitsland (SMAD). De SMAD vaardigde op 10 juni 1945 "Bevel Nr. 2" uit, dat voorzag in de stichting van "antifascistische partijen" en "vrije vakverenigingen." Eén dag na de uitvaardiging van "Bevel Nr. 2" werd de Kommunistische Partei Deutschlands (KPD) in de SBZ (her)opgericht, op 15 juni de Sozialdemokratische Partei Deutschlands (SPD). In de weken daarna werden de "burgerlijke partijen" Christlich-Demokratische Union Deutschlands en de Liberal-Demokratische Partei Deutschlands in de SBZ gevormd. Onder pressie van de SMAD en de KPD sloten de vier antifascistische partijen zich reeds op 14 juli aaneen in het Blok van Antifascistische Democratische Partijen. Binnen het Blok werkten de partijen nauw samen voor de opbouw van Duitsland. De KPD en de SPD sloten een akkoord om gezamenlijk de arbeidende klasse te vertegenwoordigen. In december 1945 besloten de hoofdbesturen van de KPD en de SPD tijdens een conferentie dat de beide partijen moesten fuseren (Verschmelzung). Het idee van een fusie werd gesteund door de meerderheid van de KPD'ers en een deel van de SPD'ers. Volgens de voorstanders was de fusie noodzakelijk opdat er geen splijting in het socialistisch kamp zou bestaan, maar juist eenheid. Bovendien kon een gezamenlijke socialistische partij beter optreden tegen extreemrechts. Volgens de KPD en een groot deel van de SPD was Hitler mede aan de macht gekomen door de verdeeldheid in het linkse kamp. Een andere verklaring is dat de SPD het bij lokale en regionale verkiezingen in de SBZ betere resultaten had geboekt dan de KPD, wat ook een motivatie zal zijn geweest bij de SMAD om aan te dringen op een fusie. Er waren natuurlijk ook felle tegenstanders van een fusie, met name binnen de SPD. De rechtervleugel was gekant tegen de fusie omdat zij geen dogmatisch marxisme meer voorstonden. Men noemde de KPD soms ook "roodgelakte fascisten" en vond een fusie tussen KPD en SPD onwenselijk. Binnen de KPD waren er ook tegenstanders van een fusie, met name onder leden die voorheen ook altijd tegen de Volksfrontpolitiek in de jaren 30 waren. Zij noemden de SPD een "roodfascistische partij." (Deze leus werd gebezigd door de Comintern vóór de jaren 30.)

### Fusie van KPD en SPD: SED
In de aanloop naar de fusie werd en de rechtervleugel van de SPD en andere tegenstanders van een fusie binnen die partij buiten spel gesteld. Veel sociaaldemocratische tegenstanders van de fusie weken uit naar West-Duitsland, anderen werden gevangengezet (en later soms uitgewezen). Veel van deze sociaaldemocraten die de gedwongen vereniging van de KPD en de SPD niet zagen zitten belandden in kampen (Speziallager) en gevangenissen zoals Sachsenhausen, Jamlitz, Hohenschönhausen en Buchenwald. Dit had het cynische gevolg dat nogal wat sociaaldemocraten na onder de nazi's in Buchenwald of Sachsenhausen te hebben gezeten opnieuw in diezelfde kampen terechtkwamen. Op 21 en 22 april 1946 vond in het Admiralspalast in de Friedrichstraße in Berlijn een bijzondere vergadering van KPD'ers en SPD'ers plaats. Er namen in totaal 548 SPD'ers (waarvan 103 uit de westelijke bezettingszones) en 507 KPD'ers (waarvan 107 uit westelijke bezettingszones) aan het congres deel. Het congres werd geopend met muziek van Beethoven. Daarna traden Wilhelm Pieck van de KPD en Otto Grotewohl van de SPD naar voren en schudden elkaar symbolisch de hand om daarmee de fusie te bekrachtigen. Het handen schudden werd opgenomen in het logo van de partij. De nieuwe partij kreeg de naam Sozialistische Einheitspartei Deutschlands (SED). Over de fusie is binnen de Sovjet-bezettingszone in Duitsland geen stemming gehouden. In West-Berlijn werd deze stemming wél gehouden en sprak 82% zich uit tegen een onmiddellijke fusie. In Oost-Berlijn kon de SPD blijven bestaan en sloot zich slechts een derde van de SPD-leden aan bij de SED. Besloten werd dat de SED een marxistische partij werd en geen marxistisch-leninistische. Dit betekende dat de partij een marxistische koers zou voeren, maar dan zonder een leninistische partijorganisatie. Pieck en Grotewohl werden tot voorzitters van de partij gekozen en Walter Ulbricht als vicevoorzitter. Als hoofdbestuur werd een Parteivorstand (Partijbestuur) gekozen en er kwam een Zentralsekretariat (Centraal Secretariaat) voor de centrale administratie. Binnen de partij werd openlijk gesproken over de "Duitse weg naar het socialisme."
De regionale verkiezingen in de SBZ in de herfst van 1946 verliepen ongunstig voor de SED. In sommige gebieden behaalde de SED geen absolute meerderheid (meer dan 50% van de stemmen). In Oost-Berlijn werd de SED zelfs verslagen door de SPD-Berlijn: de SPD kreeg 48,7 % van de stemmen, terwijl de SED niet meer dan 19,8 % van de stemmen behaalde. Buiten Oost-Berlijn werd SED wel de grootste partij in de Länder (bondslanden). (zie: Landdagverkiezingen in de SBZ in 1946). In de daaropvolgende jaren werd de SED de leidende partij binnen de SBZ en leidde zij de Duitse Volkscongressen, de tijdelijke parlementen van de SBZ.

### De SED in de beginjaren van deDDR
Aan het einde van de jaren 40 was de Koude Oorlog een feit. Een sterk, onafhankelijk, verenigd Duitsland was zowel volgens de Sovjet-Unie als volgens de Westerse mogendheden niet zonder meer wenselijk. De Sovjet-Unie streefde naar een neutraal niet-gebonden verenigd Duitsland, de Westerse mogendheden streefden naar een Westers georiënteerd verenigd Duitsland. Doordat de Sovjet-Unie en het Westen het niet eens werden over de status van een verenigd Duitsland bleef hereniging uit. Er ontstonden in 1949 twee Duitslanden: de Bondsrepubliek Duitsland, een samenvoeging van de Britse, Amerikaanse en Franse bezettingszones, en de Duitse Democratische Republiek die bestond uit de vroegere SBZ.
Nog in 1949 maakte de leiding van de SED een einde aan het experiment van een "Duitse weg naar het socialisme" en van eerlijke verdeling van partijposten onder KPD'ers en SPD'ers. Tijdens het Eerste Partijcongres van de SED in januari 1949 wisten de Stalinisten een partijprogram door te drukken. Het partijprogram maakte een einde aan de wereldbeschouwelijke neutraliteit ("eigen weg naar het socialisme") en introduceerde het marxisme-leninisme. 150.000 SED'ers werden uit de partij gezet. Onder hen waren vroegere sociaaldemocraten, KPO'ers, SAP'ers en KPD-immigranten uit West-Duitsland. Het partijprogram voorzag in de oprichting van traditionele bestuursorganen binnen een communistische partij zoals het Centraal Comité (Zentralkomitee) en het Politbureau (Politbüro) en een Partijsecretariaat (Sekretariat).
Op 25 juli 1950 werd Walter Ulbricht tot secretaris-generaal van de SED gekozen. Hij werd hiermee de machtigste man van de partij. De invloed van de beide voorzitters Pieck en Grotewohl nam sterk af; (het voorzitterschap van de partij werd in 1954 afgeschaft). In oktober 1949 werd Pieck president van de DDR en Grotewohl premier.
Vanaf het begin van de DDR was de SED de leidende partij van het land. De andere blokpartijen, de CDUD, LDPD, DBD en NDPD kregen veel minder macht, maar waren wel lid van de regering. In de Volkskammer bezat de SED de absolute meerderheid (zie: Volkskammer en Volkskammerverkiezingen).
Tijdens het Tweede Partijcongres van de SED in 1952 werd besloten tot uitbouw van het socialisme in de DDR. Dit hield o.a. in de centralisering van de staatsmacht (afschaffing van de Länder en de introductie van veertien Bezirke), de introductie van een planeconomie (o.a. collectivisering van de landbouw), en de opbouw van eigen strijdkrachten (Nationale Volksarmee)
De grondwet van de DDR over de leidende rol van de SED:

"De Duitse Democratische Republiek is een socialistische staat van arbeiders en boeren. De politieke organisatie van het werkende volk in stad en land staat onder leiding van de arbeidersklasse en haar marxistisch-leninistische partij."
De keiharde stalinistische koers van de SED leidde in 1953 tot een volksopstand, die met grof geweld werd onderdrukt.
In 1962 werd de West-Berlijnse afdeling van de SED losgekoppeld van de moederpartij en kreeg de naam Sozialistische Einheitspartei Westberlins (Socialistische Eenheidspartij van West-Berlijn).

### Leidende rol van de SED
De artikelen 1 van de grondwetten van 6 april 1968 en van 7 oktober 1974 bepaalden dat de "marxistisch-leninistische partij" (de SED) het werkende volk in de DDR leidde. Het kwam erop neer dat wettelijk was vastgelegd dat de SED een leidende rol vervulde in de DDR. Dit was niet bijzonder, in de meeste grondwetten van socialistische en communistische landen was er een leidende rol voor de communistische partij weggelegd. Maar ook in niet-communistische landen kenden men (al dan niet grondwettelijk vastgelegd) partijen die een leidende rol vervulden. Dit betekende veel verantwoording voor een leidende partij. Zolang een partij geen misbruik maakte van haar leidende rol kan een land tot (economische) voorspoed komen en heerst er redelijke stabiliteit. De hoogste leiding van de SED maakte echter wel misbruik van de leidende rol van de partij.
Eind jaren 60 trad een zekere liberalisering in. Walter Ulbricht werd in 1971 als eerste secretaris aan de kant geschoven en vervangen door Erich Honecker (3 mei 1971). Honecker beloofde voortzetting van de liberalisering en moedigde kunstenaars en intellectuelen aan om voorzichtig af te wijken van het socialistisch realisme. Maar al gauw kwam deze liberalisering tot stilstand en verstarde het leven in de DDR.

## Einde van de SED
Eind jaren tachtig ontstond er veel onvrede over het beleid van de SED in de DDR. Tijdens de herdenking van de moord op Rosa Luxemburg en Karl Liebknecht in januari 1988 hielden dissidenten een alternatieve herdenkingstocht waar zij er - terecht - op wezen dat Rosa Luxemburg een voorstander was van de vrijheid van meningsuiting. In 1989, vooral sinds de zomer van dat jaar, namen de demonstraties tegen het regime toe en riep men om liberalisering. Pas in oktober 1989, toen Egon Krenz aan de macht kwam, vonden er grote interne hervormingen plaats, waaronder de opname van hervormingsgezinde communisten in het Centraal Comité en het Politbureau van de partij. Het Politbureau van de partij nam begin november 1989 een liberale reiswet aan die het burgers in de DDR mogelijk maakte om met een paspoort naar West-Duitsland te reizen. Tijdens de beroemde persconferentie op 9 november 1989 van Günter Schabowski (Politbureaulid en secretaris van het Centraal Comité voor relaties met de pers) met de nationale en internationale pers maakte Schabowski de nieuwe reiswet bekend maar verzuimde te vertellen dat deze de volgende dag pas in zou gaan. Veel Oost-Berlijners, die de persconferentie live op tv hadden gevolgd, trokken dadelijk naar de grensovergangen en wisten voor elkaar te krijgen dat de grenswachten de grenzen openden. De partijleiding besefte nu dat zij de greep op de massa verloor en dat er, wilde men dat de SED en de DDR bleven bestaan, grootscheepse hervormingen moesten worden doorgevoerd. Op 18 november werd de hervormingsgezinde communist Hans Modrow premier van een hervormingskabinet en op 6 december trad Egon Krenz af als secretaris-generaal van de SED en als staatshoofd van de DDR.

### SED/PDS
Tussen november en december 1989 zegden ruim 600.000 SED'ers hun lidmaatschap op.
Op 8 december 1989 vond er een bijzonder partijcongres plaats bestaande uit 2753 gedelegeerden. Tijdens het congres bleek al snel dat er veel belangrijke beslissingen moesten worden genomen over de hervorming van de partij. Het congres werd daarom uitgesmeerd over 2 sessies. De tweede sessie van het congres vond plaats op 16 en 17 december. Het Centraal Comité en het Politbureau werden afgeschaft en vervangen door een gewoon partijbestuur (Parteivorstand) en de hervormingsgezinde Gregor Gysi werd tot voorzitter van de partij gekozen. Vroegere partijprominenten, waaronder Erich Honecker, Erich Mielke (hoofd van de Stasi), Günter Mittag, Egon Krenz en Harry Tisch (hoofd van de vakbond FDGB) werden uit de partij gestoten. Een naamswijziging naar SED/PDS (SED/Partei des Demokratischen Sozialismus) gaf uitdrukking aan de koersverandering, maar toen was het te laat: men zegde nog steeds massaal het lidmaatschap op. Men besloot in februari 1990 de naam van de SED te wijzigen in Partei des Demokratischen Sozialismus. Bij de verkiezingen van maart 1990 voor de Volkskammer (Oost-Duitse parlement) behaalde de PDS maar 16.3% van de stemmen.
Enkele belangrijke SED-politici:
- Wilhelm Pieck (voorzitter 1946-1950)
- Walter Ulbricht (secretaris-generaal 1950-1971)
- Günter Schabowski
- Gregor Gysi
- Erich Honecker (secretaris-generaal 1971-1989)
- Erich Mielke
- Lothar Bisky
- Alfred Neumann
- Otto Grotewohl (voorzitter 1946-1950)
- Egon Krenz (secretaris-generaal 1989)

## Partijopbouw

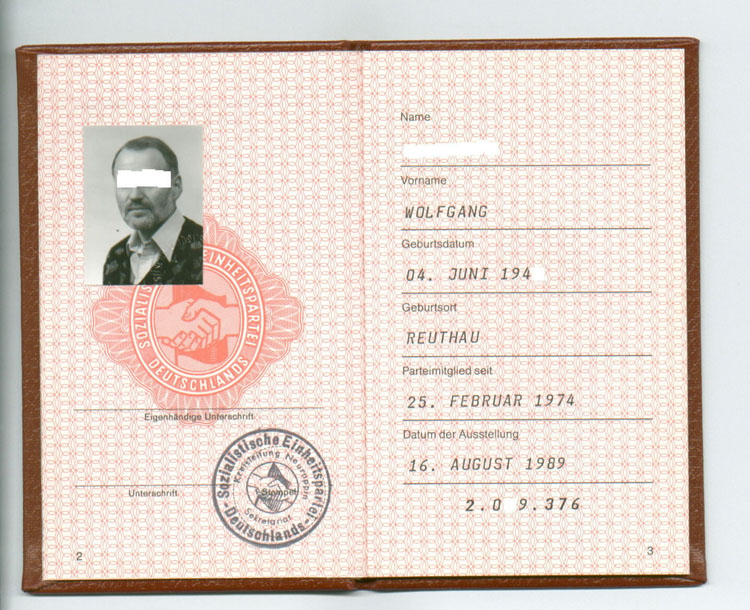
Partijkaart van de SED

Met uitzondering van de periode van 1945 tot 1949, was de SED gedurende haar bestaan (tot 1989) volgens het traditionele model van een communistische partij opgebouwd.
Op het laagste niveau kende men de Partijgroep (Parteigruppe) die bestond uit enkele SED-leden die een bestuur kozen bestaande uit een Partijgroeporganisator (Parteigruppenorganisator, PGO), een penningmeester en een propagandist. Bij grotere partijgroepen waren er ook gewone leden lid van het bestuur. Meerdere partijgroepen vormden een Afdelingspartijorganisatie (Abteilungsparteiorganisation, APO) die onder leiding van een Afdelingspartijsecretaris (Abteilungsparteisekretär). Meerdere Afdelingspartijorganisaties vormden weer een Basisorganisatie (Grundorganisation, GO) die door een Partijsecretaris (Parteisekretär) werd geleid. Huisvrouwen en ouderen kenden een eigen partijorganisatie op het laagste niveau, de Partijorganisatie van Woningen (Wohnparteiorganisation, WPO), maar die bezat weinig tot geen invloed.
De Basisorganisaties van de SED oefenden gezag uit over gesocialiseerde fabrieken, staatsboerderijen, collectieve boerderijen, woonblokken en wijken. De Basisorganisaties bezaten ook controlerecht.
Op hoger niveau kende men de SED-districtsleiding (SED-Kreisleitung) en de SED-Bezirksleiding (SED-Bezirksleitung). Er waren in totaal 262 districten in de SED en ieder district kende een SED-districtsleiding. Een SED-districtsleiding werd gekozen door de SED-leden in een district en bestond uit een Eerste secretaris (1. Sekretär der SED-Kreisleitung), bijgestaan door een Tweede secretaris en diverse andere secretarissen die bijvoorbeeld over de landbouw, arbeid, propaganda enz. Voorts had meestal ook de voorzitter van de districtsraad zitting, maar ook FDJ en FDGB districtschefs. Dit gold natuurlijk alleen wanneer zij lid waren van de SED, maar dit was meestal het geval. Er was altijd een belangrijk lid van de Stasi lid van een SED-districtsleiding.
De DDR kende 15 Bezirke (districten) met allemaal een SED-Bezirksleiding. Net als een SED-districtsleiding kende men een Eerste secretaris, een Tweede secretaris en diverse andere secretarissen. Chefs van de FDJ en FDGB (voor zover lid van de SED) en Bezirksbestuurders zaten in de SED-Bezirksleiding. De Eerste secretaris van de SED-Bezirksleiding was ook altijd lid van het Centraal Comité van de SED, en in het geval van Eerste secretaris van de SED-Bezirksleiding van Oost-Berlijn, ook kandidaat-lid van het Politbureau. De Eerste secretaris was ook voorzitter van het verdedigingscomité van een Bezirk.

### Partijdag van de SED
De Partijdag (of Partijcongres, Parteitag der SED) was volgens de partijstatuten het hoogste orgaan van de SED. De Partijdagen werden tot 1971 om de vier jaar gehouden, vanaf dat jaar om de vijf jaar. Afgevaardigden werden van onder af gekozen, maar de verkiezing van afgevaardigden bleek sterk van bovenaf te worden gestuurd. Voor een Partijdag begon waren de afgevaardigden reeds geïnstrueerd door het Centraal Comité. Dit is opvallend omdat volgens de partijstatuten het Centraal Comité juist onderschikt was aan de Partijdag. Formeel mocht er open worden gediscussieerd over allerlei onderwerpen, maar in praktijk kwam het erop neer dat er slechts kon worden gediscussieerd over onderwerpen die door de partijleiding waren goedgekeurd.

### Centraal Comité
Het belangrijkste moment van een Partijdag was de keuze van een nieuw Centraal Comité (Zentralkomitee, ZK). Het Centraal Comité bestuurde de partij tussen de Partijdagen in. In 1989 bestond het Centraal Comité uit 165 leden 57 kandidaat (= niet stemhebbende)-leden. Sommige leden van het Centraal Comité waren ook secretarissen van het Centraal Comité. De secretarissen van het Centraal Comité vormden tevens het Partijsecretariaat. Er waren gemiddeld tien secretarissen van het Centraal Comité. Samen met de ca. 40 hoofden van de diverse afdelingen van de partij (zoals planning en financiën, internationale verbindingen, internationale politiek, machine- en metaalindustrie etc.) hadden zij ruim 2000 mensen onder zich werken. Secretarissen en afdelingshoofden waren (grondwettelijk) machtiger dan ministers.
Het gebouw van het Centraal Comité was gevestigd in het Großes Haus in Berlin-Mitte. Onder secretaris-generaal Ulbricht kwam het Centraal Comité meerdere malen per jaar bijeen en vonden er levendige discussies plaats. Onder Honecker kam het Centraal Comité nog maar twee keer per jaar bijeen.

### Secretariaat
De secretarissen van het Centraal Comité vormden samen het Secretariaat (Sekretariat). De voorzitter van het Secretariaat was de secretaris-generaal van partij. Het Secretariaat ging over de centrale administratie van de partij en droeg personen voor voor belangrijke ambten (zowel staats- als partijambten). Leden van het Secretariaat die waren tevens lid van het Politbureau. Behalve Ilse Lange, de secretaris voor Vrouwenzaken, waren alle overige (anno 1989) 8 leden van het Secretariaat stemhebbende leden van het Politbureau. De secretaris-generaal was altijd lid van het Politbureau.

### Politbureau
Omdat het Centraal Comité maar tweemaal per jaar bijeen kwam, koos men uit zijn midden het Politbureau (Politbüro) om de partij tussen de zittingen van het Centraal Comité te besturen. In theorie was het Politbureau ondergeschikt aan het Centraal Comité, maar in praktijk was het Politbureau belangrijker. In het Politbureau werd het beleid uitgestippeld dat werd uitgevoerd door de diverse commissies. Commissiehoofden waren machtig en overtroffen de macht van de secretarissen van het Centraal Comité, en natuurlijk de ministers. Bijvoorbeeld: Oskar Fischer was minister van Buitenlandse Zaken van de DDR. Zijn invloed op de buitenlandse politiek was beperkt. Hermann Axen was hoofd van de Commissie Buitenlandse Politiek en was veel invloedrijker dan Fischer. Axen stond in rechtstreeks contact met zijn collega's van andere regerende communistische partijen. Fischer was uitsluitend van belang voor de contacten met niet-communistische landen.
Anno 1988 bestond het Politbureau uit 22 stemhebbende leden. De secretaris-generaal van de SED, Erich Honecker, was voorzitter van het Politbureau. Het Politbureau kwam wekelijks bijeen op dinsdag. Honecker stelde de agenda samen en rapporten werden doorgenomen.
Samenstelling van het Politbureau in 1988
- Secretaris-generaal: Erich Honecker
  - Secretarissen van het Centraal Comité: Hermann Axen, Horst Dohlus, Kurt Hager, Joachim Herrmann, Werner Jarowinsky, Egon Krenz, Werner Krolikowski, Günter Mittag, Ilse Lange
- Voorzitter van de Volkskammer: Horst Sindermann
  - Minister van Nationale Defensie: Heinz Kessler
  - Minister van Staatsveiligheid: Erich Mielke
  - Voorzitter van de Ministerraad: Willi Stoph
  - Eerste Plaatstervangers van de Voorzitter van de Ministerraad: Günter Kleiber, Alfred Neumann
  - Voorzitter van de Staatsplanningcommissie: Gerhard Schürer
  - Eerste Secretarissen van de Bezirke: Hans-Joachim Böhme, Werner Eberlein, Siegfried Lorenz, Gerhard Müller, Günter Schabowski, Werner Walde
  - Voorzitter van de FDGB: Harry Tisch
  - Voorzitter van de Centrale Controle Commissie van de Partij: Erich Mückenberger
  - Voorzitter van de Agro-Industriële Organisatie: Margarete Müller
  - Commissies en Arbeidsgroepen en hun leiders: Buitenlandse Politiek - Hermann Axen, Agitatie - Joachim Herrmann, Cultuur - Kurt Hager, Vrouwenzaken - Kurt Hager, Economie - Günter Mittag, Jeugdzaken - Egon Krenz, Commissie van Hoofden van Instituten van de SED - Kurt Hager, Arbeidsgroep voor de Betalingsbalans - Günter Mittag, Commissie Afrika, Azië en de Arabische Wereld - Günter Mittag, Revisie Commissie - Kurt Seibt, Kadercommissie - Fritz Müller, Veiligheidscommissie - Egon Krenz
  - Secretariaat van het Politbureau: Edwin Schwertner

## Lidmaatschap van de SED
Lidmaatschapstabel

1946: ca. 1,25 miljoen leden

1955: ca. 1,30 miljoen leden

1971: ca. 1,80 miljoen leden

1987: ca. 2,25 miljoen leden

1989: ca. 2,30 miljoen leden

In de periode rond de val van de muur (1989) zegden binnen enkele maanden ruim 200.000 mensen hun lidmaatschap van de SED op.
Iedereen kon vanaf 17 jaar lid worden van de SED. Je moest een schriftelijk verzoek indienen, ondersteund door ten minste twee prominente SED-leden. Een jaar lang was je kandidaat-lid en moest je bewijzen een goed marxist-leninist te zijn. Wanneer de partijleiding je na een jaar waardig bevond werd je partijlid en moest je jezelf volledig inzetten voor de partij. Zeer belangrijk was het om het algemeen belang en vooral het partijbelang boven je eigenbelang te plaatsen.
Lidmaatschap van de SED bracht ook voordelen met zich mee. De kans op een succesvolle carrière was een stuk groter met een lidmaatschapskaart.
Jongeren konden lid worden van de Freie Deutsche Jugend (FDJ). Kinderen konden zich aansluiten bij de Jungpioniere (6-10 jaar) en de Pionierorganisation Ernst Thälmann (10-14 jaar)

## Partijlied
Sinds 1950 had de SED een eigen partijlied, geschreven door Louis Fürnberg. Dit lied is vooral bekend door de eerste zin van het refrein: Die Partei, die Partei, die hat immer Recht!. De zinsnede So, aus Leninschem Geist, Wächst, von Stalin geschweißt, Die Partei - die Partei - die Partei werd na de destalinisatie veranderd in So, aus Leninschem Geist, Wächst, zusammengeschweißt, Die Partei - die Partei - die Partei.

## Verwijzingen
1. ↑  [In 1948 werden de Demokratische Bauernpartei Deutschlands (DBD) en de National-Demokratische Partei Deutschlands (NDPD) in het "Blok" opgenomen]
2. ↑  [Dit is waarheidsgetrouw, gezamenlijk optreden van de KPD, de SPD en ook burgerlijke partijen hadden Hitlers machtsovername kunnen voorkomen.]
3. ↑  Momentaufnahmen der deutschen Sozialdemokratie, Willy Brandt Haus
4. ↑  [Uitslag:
SPD: 49%
CDU: 22%
SED: 20%
LDPD: 9%]
5. ↑  [Behalve in Oost-Berlijn mocht de SPD nergens meer zelfstandig opereren in de SBZ.]
6. ↑  [De SED wordt niet met name genoemd om de mogelijkheid van een naamsverandering van de partij niet uit te sluiten.]
7. ↑  Onder de SED'ers vond men veel oprechte partijmensen, met name onder de gewone partijmannen en vrouwen, die na de val van de muur gedesillusioneerd zouden raken over de misstanden van de partijleiding
8. ↑  [The Fall of the GDR, door David Childs pagina 106]
9. ↑  [Dit was aanzienlijk vaker dan het Centraal Comité van de Communistische Partij van de Sovjet-Unie. In de USSR vonden er toen ook al geen levendige discussies meer plaats in het Centraal Comité]
10. ↑  [The Fall of the GDR, door David Childs, pagina 11]
11. ↑  [The Fall of the GDR, door David Childs, pagina 85]
12. ↑  Liedtekst van het Parteilied, Website Deutsches Historisches Museum